# Mina (langue du Cameroun)
Pour les articles homonymes, voir Mina.
Le mina (ou besleri, hina) est une langue tchadique biu-mandara parlée au Cameroun  dans l'Extrême-Nord, le département du Mayo-Tsanaga, l'arrondissement de Hina, dans une vingtaine de villages.
En 2000, on comptait environ 11 000 locuteurs.